# Parco nazionale di Sequoia
Il parco nazionale di Sequoia (in inglese: Sequoia National Park) è un parco nazionale localizzato nel sud della Sierra Nevada, a est di Visalia, nello stato americano della California.

## Storia

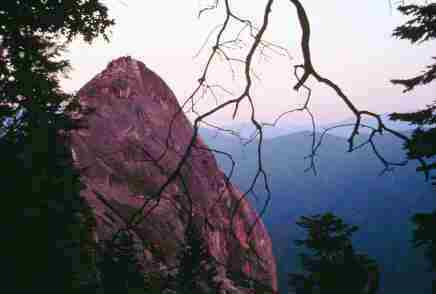
Moro Rock

Istituito nel 1890 come secondo parco nazionale degli Stati Uniti, dopo il parco nazionale di Yellowstone, si estende su una superficie di 1.635,14 chilometri quadrati, e contiene al suo interno il Monte Whitney (4.421 metri sul livello del mare), il monte più alto degli Stati Uniti escludendo l'Alaska e le Hawaii. È posto a sud del contiguo parco nazionale di Kings Canyon e dal 1984 i due parchi sono gestiti dal National Park Service come fossero un'unica unità, chiamata Sequoia and Kings Canyon National Parks. L'UNESCO ha designato l'area come Riserva della Biosfera di Sequoia-Kings Canyon Biosphere Reserve nel 1976.
L'attrazione principale è la presenza dell'albero sequoia gigante, compreso il Generale Sherman, uno dei più grandi alberi della Terra. Il Generale Sherman cresce nella Foresta gigante, che contiene cinque dei dieci alberi più grandi del mondo in termini di volume di legno). La Foresta gigante è connessa con la Generals Highway con il General Grant Grove del parco nazionale di Kinigs Canyon, dove si trova il Generale Grant tra altre sequoie giganti. Le foreste di sequoia gigante del parco fanno parte di una foresta vergine di 819 km², divisa tra i parchi nazionali Sequoia e Kings Canyon. I parchi preservano un ambiente che fu coltivato in origine dalla tribù Monachee nella Sierra Nevada meridionale, prima dell'inserimento euro-americano.
Al centro del parco si trova uno spuntone di roccia granitica alto 75 metri, chiamato Moro Rock, sul quale è stata realizzata una scalinata di 400 gradini che permette ai visitatori di raggiungere la cima, posta a 2050 metri s.l.m..

## Ambiente
Molti visitatori del parco accedono tramite l'entrata meridionale presso il villaggio di Three Rivers presso il monte Ash, a 520 metri sul livello del mare. Le elevazioni minori intorno al monte Ash contengono l'unico ecosistema protetto dal National Park Service nelle aree pedemontane della California, consistenti di quercia di montagna, chaparral pedemontano, pascoli, yucca e ripide valli fluviali. Le variazioni stagionali causano cambiamenti nel panorama delle colline con calde estati che danno origine ad un paesaggio arido, mentre le primavere e gli inverni piovosi generano fioriture di fiori selvatici e verde lussureggiante. All'interno della regione vivono molte specie animali: linci rosse, volpi, scoiattoli, serpenti a sonagli e cervi vengono avvistati comunemente, e più raramente su trovano puma e martore pescatrici. L'ultimo grizzly californiano fu ucciso nel parco nel 1922, a Horse Corral Meadow. La quercia nera della California è una specie di transizione tra il chaparral e le foreste di conifere di maggiore elevazione.
Alle maggiori elevazioni, tra 1700 e 2700 metri, il paesaggio diviene montano e dominato dalle conifere. Qui si trovano i pini ponderosa, Jeffrey, da zucchero e contorti, come anche abeti del Colorado e abeti rossi della California. Inoltre vi sono anche le sequoie giganti, gli alberi di volume maggiore a singolo fusto sulla Terra. Tra gli alberi, gli scioglimenti delle nevi in primavera ed estate generano prati rigogliosi. In questa regione, i visitatori incontrano spesso cervi, scoiattoli di Douglas e orsi neri, che talvolta irrompono nelle auto per cercare il cibo lasciato dai visitatori. Vi sono programmi per il rinserimento del bighorn nel parco.